# 미칼레 전투
미칼레 전투(Battle of Mykale, 고대 그리스어: Μάχη τῆς Μυκάλης; Machē tēs Mykalēs)는 페르시아 전쟁에서 기원전 479년 8월에 소아시아의 미칼레에서 일어난 그리스 연합군과 아케메네스 왕조의 페르시아 군과의 전투이다.

## 배경
기원전 499년부터 기원전 494년까지 그리스 도시국가인 아테나와 에레트리아는 페르시아 제국을 상대로 성공하지 못한 이오니아 반란을 지원해 왔다. 페르시아 제국은 여전히 상대적으로 젊고, 속국의 백성들 사이에서는 반감을 일으키는 존재였다. 게다가 다리우스 1세는 강탈자로 그의 통치기의 상당한 시간을 반란을 진압하는데 보냈다. 이오니아 반란은 제국의 통합을 위협했고, 다리우스 황제는 관련자(특히 제국의 일부가 아닌 자들)들을 응징하고자 했다. 다리우스는 이 상황을 다루기 까다로운 고대 그리스 세계로 제국을 확장할 좋은 기회로 보았다. 기원전 492년 마르도니우스가 이끄는 원정 선발대가 그리스로 접근할 수 있는 영토를 확보하기 위해 출정하였고, 트라키아와 마케도니아를 재점령하여 페르시아의 속국으로 삼았다. 기원전 490년, 다티스와 아르타페르네스가 이끄는 야심찬 기동부대가 파병되어 아테네로 진격하기 전에, 낙소스와 에레트리아를 성공적으로 약탈했다. 그러나 잇달은 〈마라톤 전투〉에서 아테네가 주목할만한 승리를 거두었고, 이 전투로 페르시아 군대는 아시아에서 철수를 하도록 만들었다.
그리하여 다리우스는 그리스를 완전히 정복할 의도로 새로운 병력을 대규모로 모병했다. 그러나, 침공을 시작하기도 전에 그는 사망했다. 페르시아 제국의 왕좌는 그의 아들 크세르크세스 1세에게로 넘어갔으며, 그는 그리스 침공 준비를 재개했다. 그 준비에는 헬레스폰투스를 가로지르는 2개의 부교 건설도 포함되어 있었다. 기원전 481년, 크세르크세스는 그리스로 특사를 보내, 항복의 표시로 ‘흙과 물’(earth and water, 고대 그리스어: γῆ καί ὕδωρ ge kai hydor)을 보내도록 요구했지만, 아테네와 스파르타 모두(양자 모두 페르시아와 개전 상태였다)는 고의적으로 누락시켰다. 이 두 도시국가가 상호 통합 협력이 시작되었다. 기원전 481년 가을, 이 두 도시국가의 민회가 코린토스에서 만나 그리스 도시 국가들의 연합체인 동맹을 결성했다. 이 조치는 각자 독립적으로 항전하던 그리스 세계에 주목할만한 사건이었고, 특히 참여한 많은 도시 국가가 여전히 실질적으로는 서로 전쟁 상태였기 때문이다.
그리스 연합군은 처음에는 그리스 남부에서 접근하는 해로와 육로를 봉쇄하는 전략을 채택했다. 그리하여, 기원전 480년 8월, 크세르크세스가 접근한다는 소식을 듣고, 스파르타의 왕 레오니다스 1세가 이끄는 소규모의 연합군이 테르모필레의 입구를 봉쇄하고, 동시에 아테네 중심의 해군이 아르테미시온 해협으로 나아갔다. 그리스 연합군은 테르모필레에서 수적으로 월등하게 우세한 페르시아 군대를 맞아 우회 산악로로 측면공격을 당할 때까지 총 6일을 견뎌냈다.(테르모필레 전투) 비록 대부분의 그리스 연합군이 후퇴를 했지만, 스파르타와 테스피아이 분견대로 구성된 후위병들은 포위를 당해 전멸당했다. 동시에 연속 해전이 일어난 아르테미시온 해전도 교착상태로 끝이 났다. 그러나 테르모필레의 전황을 입수하자, 그들도 아르테미시온 해협을 봉쇄하는 것이 실익이 없었기 때문에 퇴각을 했다.

## 전투
델로스 섬을 찾은 레오티키다스(아기스 왕조의 왕 클레오메네스 1세와 손잡고 에우리폰 왕조의 선왕 데마라토스를 추방하고 스파르타 왕위에 오른)가 이끄는 스파르타 해군에게 사모스 섬에서 사자를 보냈고, 페르시아에 대한 반란 의도가 전해졌다. 이 소식을 듣고, 스파르타와 아테네 수군은 사모스 섬에 상륙했지만, 페르시아 측은 해전을 경계하여 사모스 섬의 방어를 포기하고 크세르크세스 1세의 명에 따라 이오니아를 방어하고 있던 미칼레의 주둔군에게 합류했다.
그리스인들은 미칼레에 상륙하여, 전투 준비를 하고 있던 페르시아 군과 대치했다. 이때 레오티키다스는 아직 승패가 결정되지 않았던 그리스 본토의 〈플라타이아 전투〉에서 그리스의 승리로 끝났다는 루머를 흘리며 군의 사기를 올렸다. (나중에 플라타이아 전투는 실제로 그리스의 승리로 끝났다고 알려졌기 때문에 레오티키다스의 루머는 현실이 되었다). 페르시아 군은 전투에 대비하면서도, 반란을 경계하여 사모스인의 무장을 해제하였고, 이오니아인들을 미칼레 산 꼭대기로 가도록 경비를 배치하고 본진에서 멀리했다.
아테네 군은 해안 평지를 따라 페르시아 본진으로 진격했지만, 스파르타 군은 구릉에서 우회하여 본진으로 접근했기 때문에 전투가 시작되었을 때 스파르타 군은 참전하지 않았다. 아테네 군, 코린트 군, 시키온 군, 트로이젠 군은 스파르타에 공을 양보하지 않으려고, 분투하며 방벽을 돌파하였고, 페르시아 군이 아닌 이방인으로 구성된 군사를 패주시켰다. 페르시아 군으로 구성된 육군은 끝까지 전투를 계속했지만, 스파르타와 사모스가 참전하면서 섬멸되었다. 패주한 페르시아 군은 이오니아의 경비 부대를 의존했지만, 그들은 페르시아 군을 그리스 군의 진영으로 유도하였고, 스스로도 그리스 측에 가담하여 그들을 살육했다.

## 결과 및 영향
같은 날, 플라타이아 전투에서 그리스 본토의 페르시아 세력이 일소되면서, 이오니아에서 페르시아의 영향력은 상실되었다. 전투 후, 이오니아는 본격적으로 재건되었고, 다시 그리스 세계에 통합되었다.
그리스인은 카리아의 헬레스폰투스(현재의 다르다넬스 해협), 키프로스까지 침공했지만, 전쟁은 한동안 계속되었고, 페르시아 군은 트라키아의 프리기아에 틀어박혔다.

## 같이 보기
- 플라타이아이 전투
- 살라미스 해전
- 델로스 동맹
- 그리스-페르시아 전쟁
- 제2차 그리스-페르시아 전쟁